# Apol·lo i Dafne

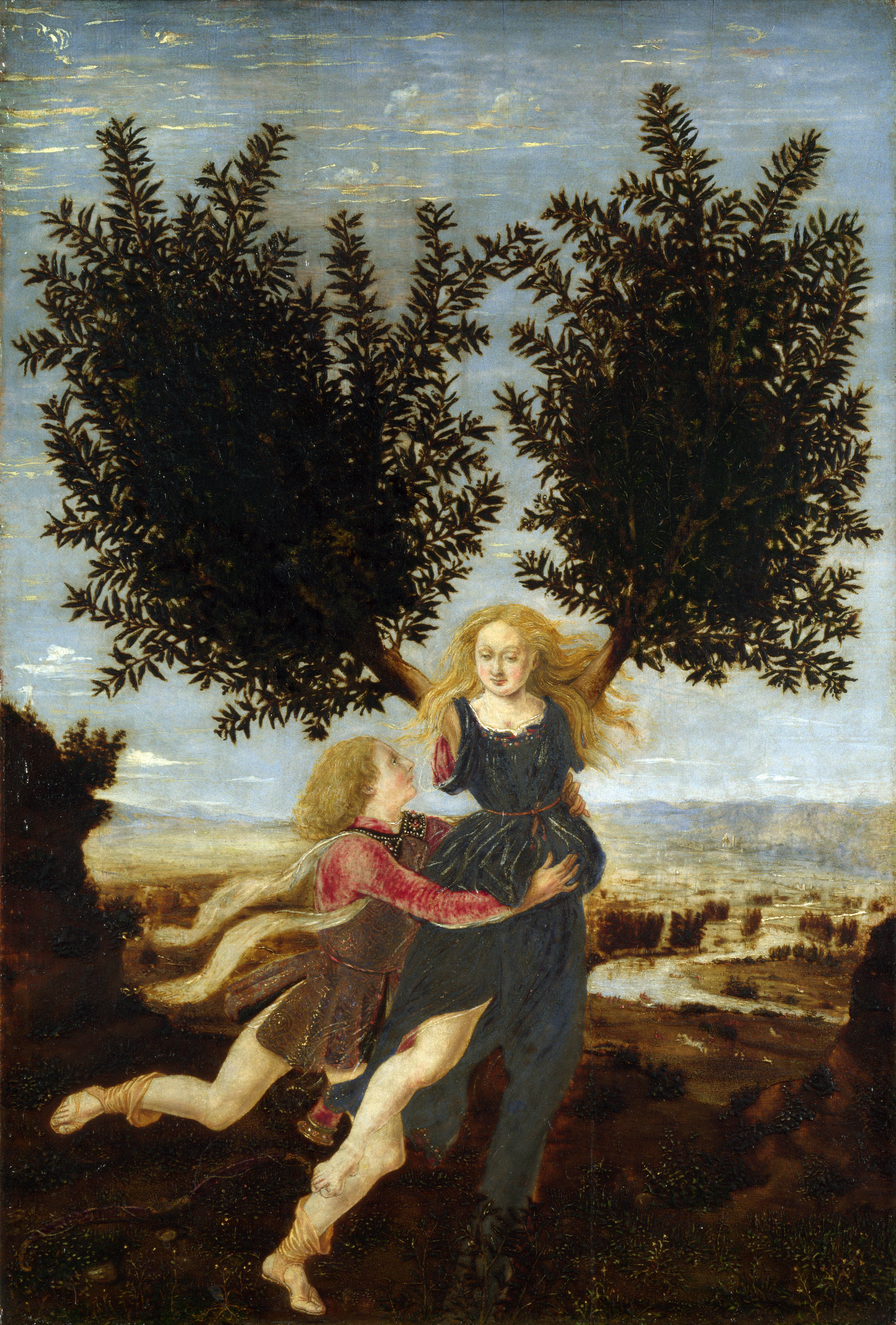
Apol·lo i Dafne, quadre atribuït a Piero Pollaiuolo (1441-1496)

Apol·lo i Dafne és una relat de la mitologia grega que a través del temps ha estat narrada per autors grecs i romans en diverses formes literàries. Ovidi relata el mite en el seu poema Les metamorfosis.

## El mite
Apol·lo, déu de les arts i la música, va ser maleït pel jove Eros després que es burlés d'ell per jugar amb un arc i fletxes.
| « | Digues-me, jove efeminat: què pretens fer amb aquesta arma més pròpia de les meves mans que de les teves? Jo sé llançar les fletxes precises contra les bèsties ferotges i els ferotges enemics. […] Acontenta't amb avivar amb les teves candeles un joc que jo conec i no vulguis parangonar les teves victòries amb les meves. | » |

L'irascible Eros va agafar dues fletxes, una d'or i una altra de plom. La d'or incitava l'amor, la de plom incitava l'odi. Amb la fletxa de plom va disparar a la nimfa Dafne i amb la d'or va disparar a Apol·lo en el cor. Apol·lo es va inflamar de passió per Dafne i en canvi ella el va avorrir. En el passat, Dafne havia rebutjat a molts amants potencials i a canvi havia demostrat preferència per la caça i per l'exploració dels boscos. El seu pare, un déu que una tradició considera que era Ladó i una altra, en canvi, que era Peneu, li va demanar que contragués matrimoni i així tindria nets. No obstant això, va pregar al seu pare que la deixés soltera, com la germana bessona d'Apol·lo, Artemisa. Malgrat això, el seu pare li va advertir que era massa bella per mantenir-se per sempre lluny de tots els pretendents.
Apol·lo la perseguí constantment, pregant-li que es quedés amb ell, però la nimfa va seguir fugint fins que els déus van intervenir i van ajudar que Apol·lo l'aconseguís. En vista que Apol·lo l'atraparia, Dafne va invocar al seu pare. De sobte, la seva pell es va convertir en escorça d'arbre (un llorer), el seu cabell en fulles i els seus braços en branques. Va deixar de córrer, ja que els seus peus es van arrelar a la terra. Apol·lo va abraçar les branques, però fins i tot aquestes es van reduir i van contreure. Com ja no la podia prendre com a esposa, li va prometre que l'estimaria eternament com el seu arbre i que les seves branques coronarien els caps dels herois. Apol·lo va emprar els seus poders d'eterna joventut i immortalitat perquè sempre estigués verd.

## En l'art, la música i la literatura

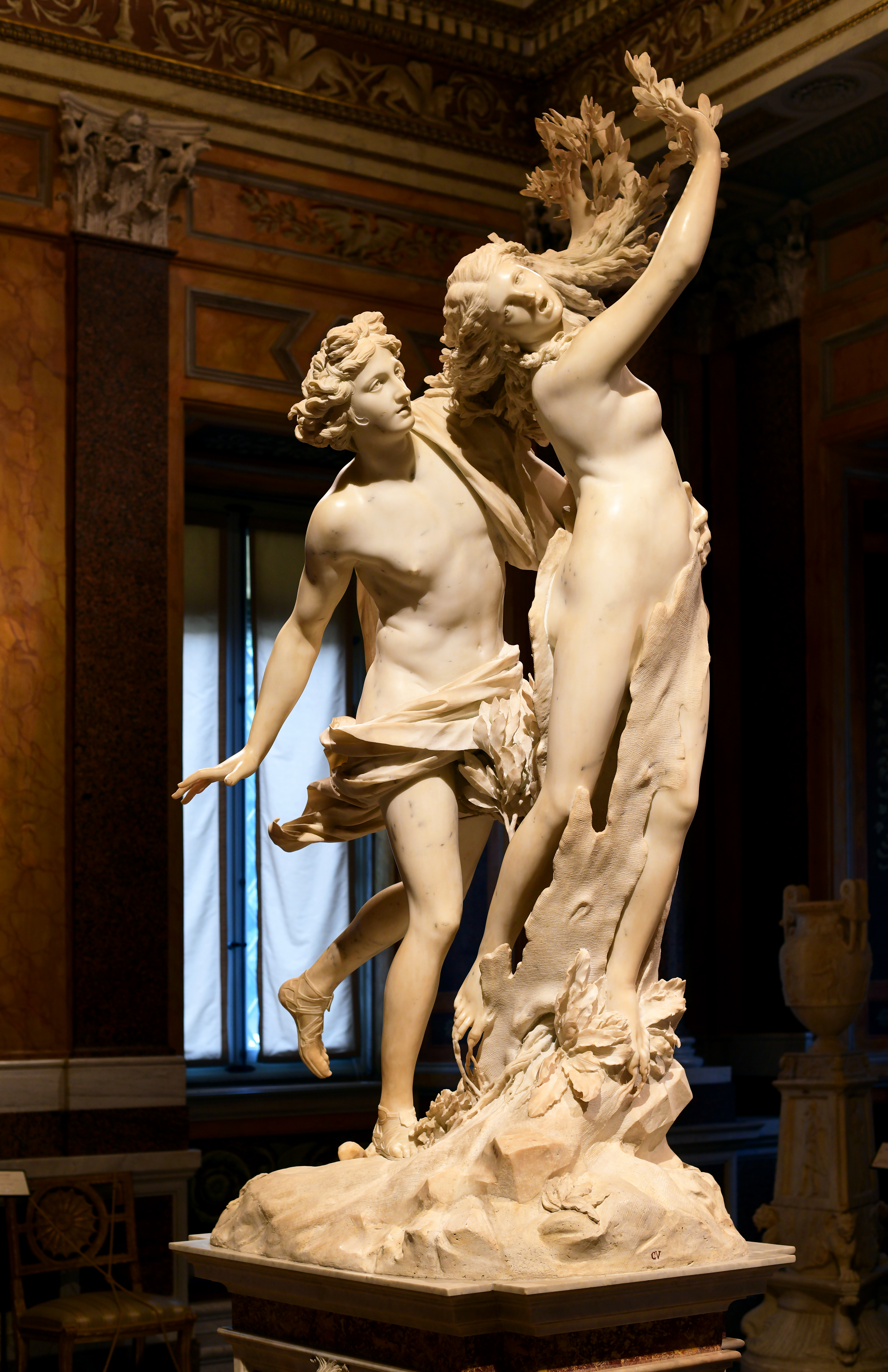
Apol·lo i Dafne, escultura de Bernini.

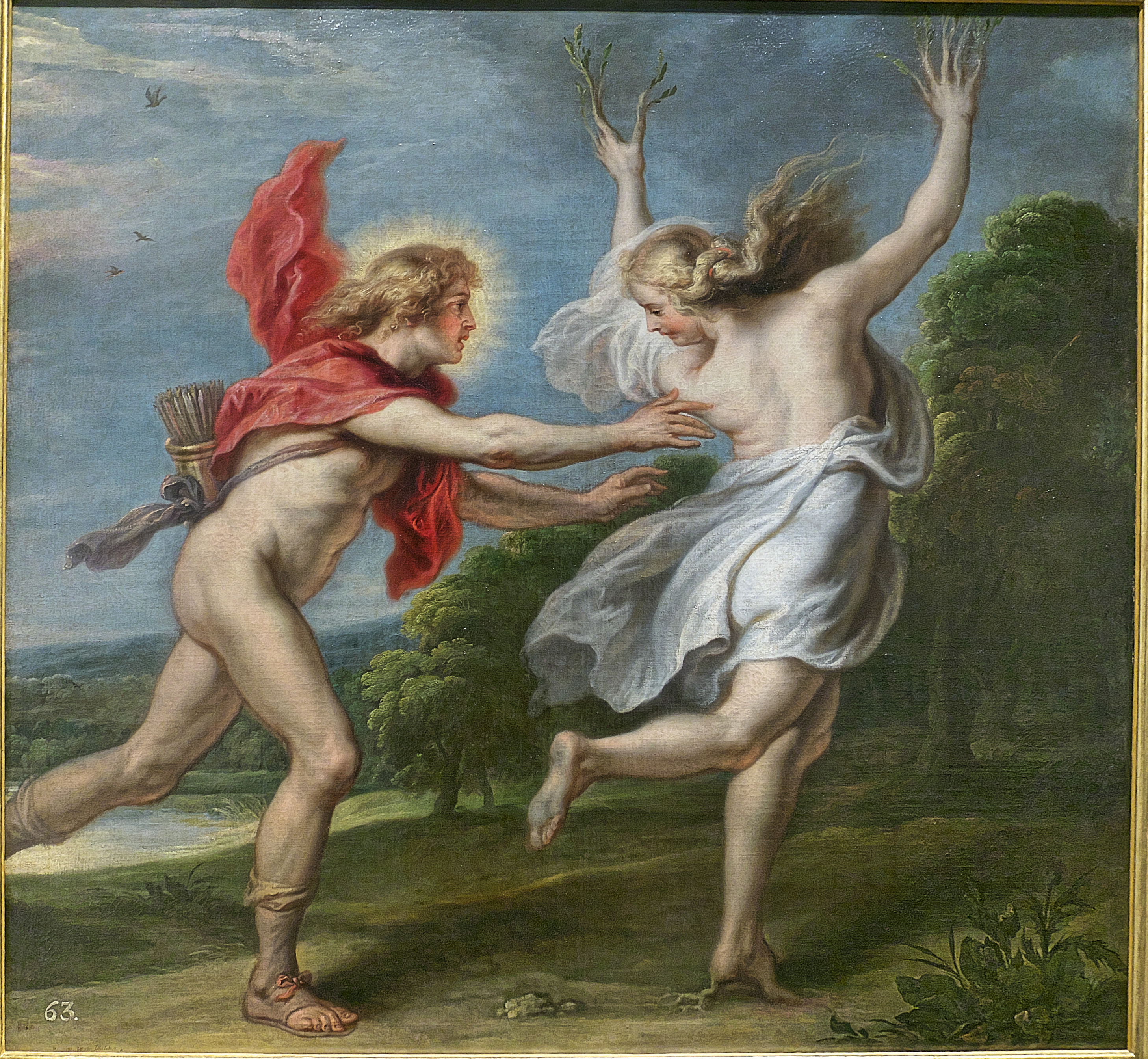
Apol·lo perseguint Dafne (Theodoor van Thulden)

Entre 1622 i 1625, Gian Lorenzo Bernini va esculpir en marbre la famosa obra Apol·lo i Dafne. S'hi pot observar Apol·lo agafant Dafne, mentre ella intenta escapar. Apol·lo està coronat amb una corona de llorer que presagia la metamorfosi de Dafne en arbre de llorer. Dafne és retratada durant el procés de transformació, de fet els seus braços estan prenent la forma de branques mentre fuig i implora al seu pare que la rescati d'Apol·lo.
Altres artistes com Antonio Pollaiuolo van revisar la mitologia grega i la van adaptar a la seva època. En la seva pintura, Apol·lo i Dafne, els personatges vesteixen roba del renaixement i Dafne està retratada en ple procés de transformació. L'obra s'exhibeix en la National Gallery de Londres. També cal destacar l'obra del pintor austríac Gustav Klimt, El petó. Aquesta obra retrata el moment en el qual Apol·lo besa a Dafne mentre aquesta es transforma en l'arbre de llorer.
Quant a la música, hi ha diverses obres inspirades en el mite:
- Gli amori d'Apollo e di Dafne (1640) de Francesco Cavalli
- Apollo e Dafne (1710) de Georg Friedrich Händel
- Daphne (1938) de Richard Strauss

Pel que fa a la literatura:
- Francesco Petrarca, poeta florentí, va dedicar a aquest mite gran part de la seva obra poètica, identificant Dafne amb la seva estimada Laura de Noves.
- Garcilaso de la Vega va dedicar al mite el seu sonet XIII: ""A Dafne ya los brazos le crecían ...", publicat el 1543.
- Juan de Arguijo li va dedicar també el seu sonet "Apolo a Dafne" (1605)
- Francisco de Quevedo, el 1605, segons Cossío, va compondre una esplèndida "Fábula de Dafne y Apolo" en quintillas, i després uns sonets desmitificadors: "A Apolo siguiendo a Dafne" i "A Dafne, huyendo de Apolo".
- Lope de Vega va compondre una comèdia sobre aquest mite, El amor enamorado, que va aparèixer de manera pòstuma (1635)
- El Conde de Villamediana (1582-1622) va escriure la Fábula de Apolo y Dafne.

## La virtut enfront de la luxúria
El mite d'Apol·lo i Dafne ha estat interpretat com un enfrontament entre la virtut —Dafne— i els desitjos sexuals —Apol·lo. Mentre Apol·lo persegueix a Dafne luxuriosament, ella se salva a través de la metamorfosi i el confinament dins un arbre de llorer, que pot considerar-se com un acte de castedat eterna. Dafne es veu forçada a sacrificar el seu cos i convertir-se en arbre de llorer com a única escapatòria a les pressions i constants desitjos sexuals d'Apol·lo.